# Sidi Ali Bourakba
Sidi Ali Bourakba (franska: Sidi Ali Bourakba (CR), Sidi Ali Bourakba (Commune Rurale), arabiska: سيدي علي بورقبة) är en kommun i Marocko.   Den ligger i provinsen Taza och regionen Fès-Meknès, i den nordöstra delen av landet, 300 km öster om huvudstaden Rabat. Antalet invånare är 10 500.